# Albanese Wikipedia
De Albaneestalige Wikipedia (Wikipedia shqip) werd op 12 oktober 2003 gestart. Op 24 maart 2020 had deze meer dan 78.800 artikelen, en was daarmee naar grootte de 74e Wikipedia.